# Asociación Argentina de Poscosecha de Granos
La Asociación Argentina de Poscosecha de Granos (APOSGRAN) es una organización empresarial de la Argentina, dedicada a la investigación y difusión de los aspectos científicos y técnicos relacionados con las actividades económicas posteriores a la cosecha de granos: recolección, secado, limpieza, almacenamiento, aireación, movimiento, transporte e industrialización.

## Institucional
Entre las empresas e instituciones que en 2008 integraban APOSGRAN se encontraban algunas de las más importantes del país, como ACA Coop, el Instituto Nacional de Tecnología Agropecuaria (INTA), Aceitera General Deheza, Terminal 6, Federación de Centros de Acopiadores de Granos, Molinos Río de la Plata, la Cámara Arbitral de Cereales de la Bolsa de Comercio de Rosario, la Facultad de Ciencias Agrarias de la Universidad Nacional de Rosario, etc.
En 2008 su presidente es José Daniel Pelloni, procedente de la empresa ACA Coop., en tanto que su vicepresidente es e ingeniero agrónomo Guillermo Romero, procedente de la empresa Furlong SA. Tiene oficinas en Rosario.

## Revista
Publica la revista APOSGRAN y otros materiales con información técnica relacionada con las actividades de la poscosecha.

### Otras organizaciones rurales de la Argentina
- Economía de Argentina
- Patronal